# 陈仙奇
陳仙奇（？—786年），起於行伍，本性忠誠。唐代節度使。
本为淮西节度使李希烈亲将。李希烈作乱称帝，强娶户曹参军窦良之女，窦女有心灭李希烈，得宠后称陈仙奇忠勇可用，并提出和陈仙奇妻窦氏结为同姓姐妹，趁机对窦氏说李希烈必败，间接说服陈仙奇反正。貞元二年（786年）四月，李希烈吃變質的牛肉致病，陳仙奇派醫生陳山甫毒死他，李希烈子秘不发丧，想诛杀诸将自立，窦女又趁分桃给窦氏的机会泄露其事，陈仙奇遂与薛育率兵入内，殺李希烈子，共杀李希烈兄弟妻子七口，献首，暴李希烈尸，遂降唐廷，派人護送顏真卿遺體歸長安。德宗命陳仙奇為淮西節度使，不久，吳少誠殺陳仙奇、窦女。贈太子太保。